# Alexandru Rudnay

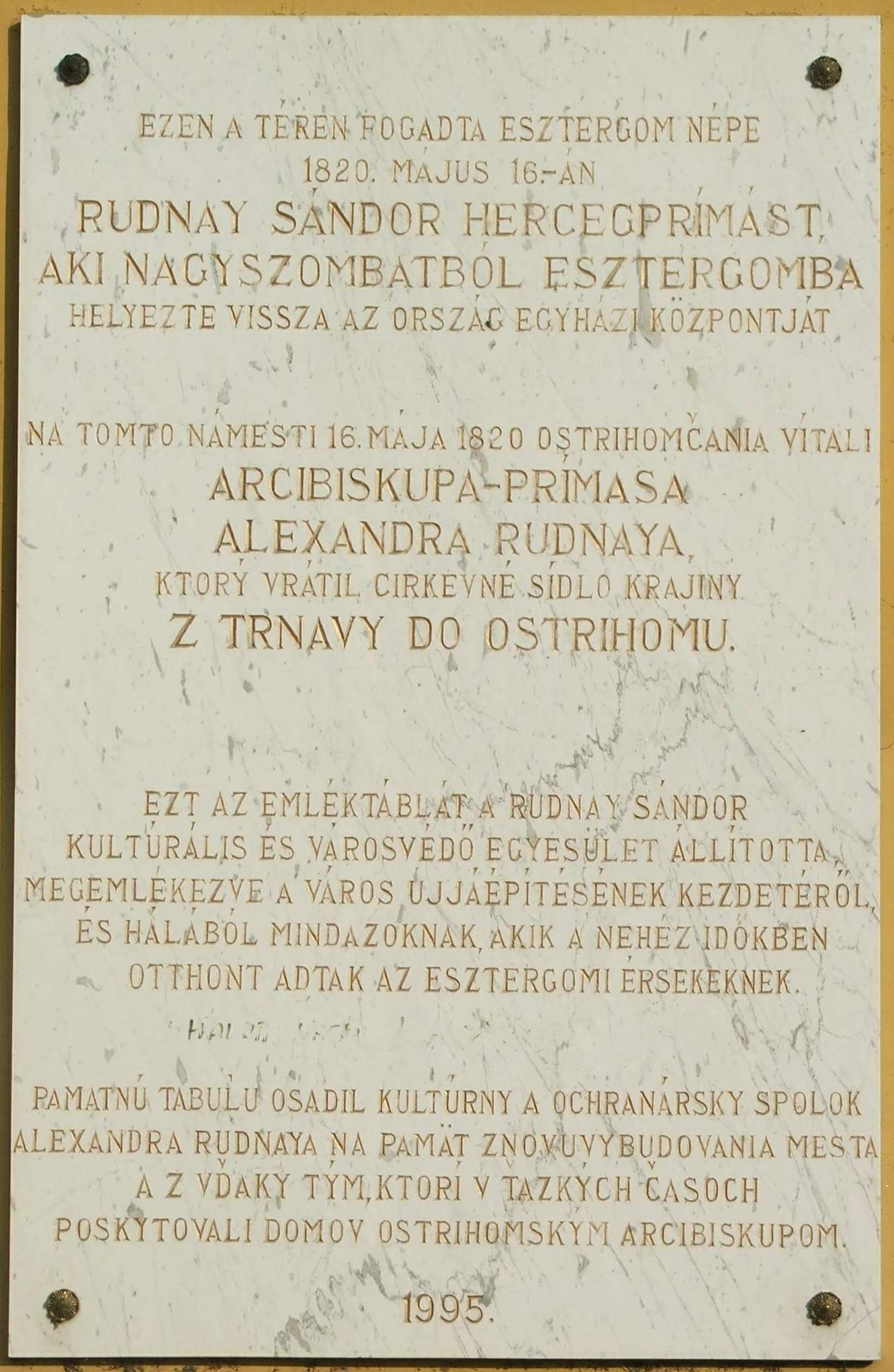
Placă bilingvă (în maghiară și slovacă) în Esztergom

Alexander Stefan Rudnay de Rudna et Divékujfalu (în maghiară rudnai és divékujfalusi Rudnay Sándor István; n. 4 octombrie 1760, Považany, Trenčiansky kraj, Slovacia – d. 13 septembrie 1831, Esztergom, Regatul Ungariei, Ungaria) a fost un prelat romano-catolic maghiar și slovac. A început ca preot paroh, dar ulterior a devenit arhiepiscop de Esztergom, principe primat al Ungariei și cardinal.

## Viața
Alexandru Rudnay s-a născut într-o familie de nobilime inferioară, care provenea din vechea gens (clan) Divék din Ungaria. Familia Rudnay a păstrat blazonul acestei familii: un urs brun sub un frunziș bogat de tei pe fond albastru. Părinții săi au fost András (Andrej) Rudnay, un judecător nobiliar (în maghiară szolgabíró; în latină iudex nobilium) și Anna Dőry. A studiat la gimnaziul din Nitra (Nyitra), apoi la Colegiul Emerican din Bratislava, filosofie la Trnava (Nagyszombat), teologie la Buda și, în cele din urmă, la Seminarul General din Bratislava.
A fost hirotonit preot pe 12 octombrie 1783 la Trnava, iar în aprilie 1784 a obținut titlul de doctor în teologie. În ianuarie 1785 și-a început cariera clericală și a fost trimis ca preot capelan la Častá (Cseszte). Ulterior, a slujit în Hronský Beňadik (Garamszentbenedek), Trnava și Krušovce (Nyitrakoros). În 1805 a devenit cleric canonic la Esztergom, în 1806 rector al Seminarului Teologic din Trnava și profesor de teologie, în 1808 episcop titular, vicar general în Esztergom și consilier al viceregelui. A fost numit episcop al Transilvaniei cu sediul la Gyulafehérvár (Alba Iulia) în 1816. În decembrie 1819, Alexander Rudnay a obținut bula papală care îl numea arhiepiscop de Esztergom și primat al Ungariei. La cererea personală a împăratului, și-a mutat sediul de la Trnava la Esztergom în 1820. A fost ulterior membru al Mesei Lorzilor, secretar al cancelariei regale și al Consiliului Secret. A susținut curtea imperială de la Viena și a sprijinit cultura slovacă, asigurându-se în special că parohiile slovace erau încredințate preoților slovaci. În 1828, Papa Leon al XII-lea l-a ridicat la rangul de cardinal. Din această perioadă datează cea mai cunoscută declarație a sa: Slavus sum, et si in catedra Petri forem, Slavus ero. („Sunt slovac și voi rămâne slovac, chiar dacă voi sta pe Scaunul Sfântului Petru”).

## Lucrări
Inspirat de ideile Iluminismului, acest cleric progresist a susținut dezvoltarea culturală și spirituală a slovacilor, contribuind la renașterea lor națională. În 1822, în calitate de arhiepiscop de Esztergom și primat al Ungariei, a inițiat construcția Bazilicii din Esztergom, la care a contribuit personal cu o sumă semnificativă de 815.696 de forinți. Bazilica a devenit ulterior și locul său de înmormântare.

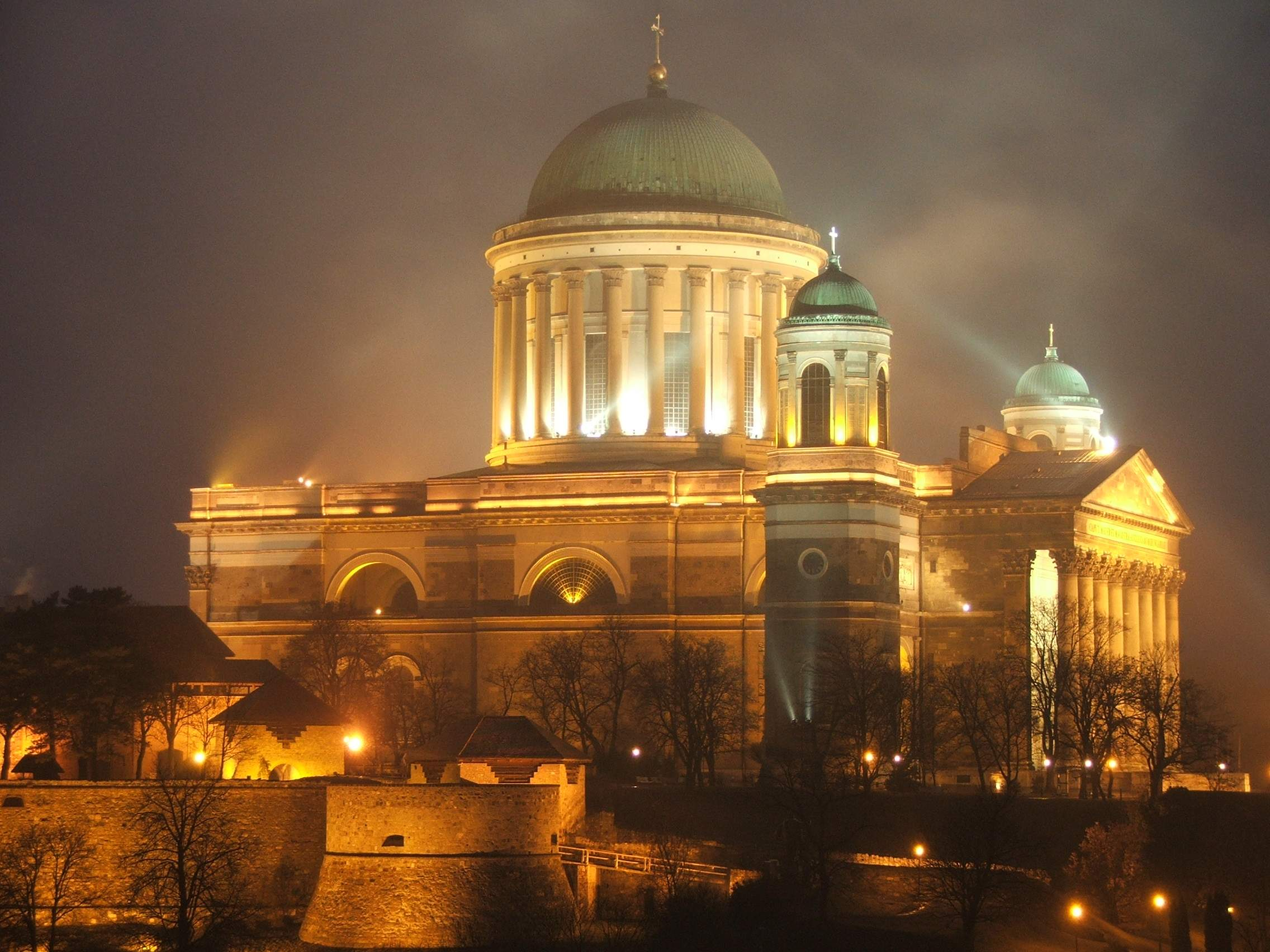
Bazilica „Sf. Adalbert” din Esztergom

- Erköltsi Keresztény Oktatások különösen a fenyitö házakban raboskodónak remélhetö megjobbitásokra („Învățături de morală creștină, în special pentru îmbunătățirea condițiilor de viață ale deținuților”), 1819
- Kázne príhodné, ai iné, to gest: 82 reči duchownich.. („Predici ocazionale și alte predici, adică: 82 de discursuri spirituale...”), 1833
- diverse scrisori pastorale, discursuri și predici publicate individual

## Onoruri
- Esztergom, Ungaria: Una dintre piețele principale din Esztergom poartă numele lui Sándor Rudnay. Placa sa este amplasată pe peretele Bisericii „Sfânta Ana”.
- Váchartyán, Ungaria: Proprietatea suburbană Rudnaykert („Grădina Rudnay”) îi poartă numele.
- Bratislava, Slovacia: Piața din fața Catedralei „Sfântului Martin”, care îi poartă numele.
- În 2002, Poșta Slovacă a emis un timbru cu o valoare nominală de 17 coroane în amintirea lui.